# Bandeira trans
Da mesma forma que as comunidades LGBT mais amplas do mundo adotaram bandeiras específicas, assim como a bandeira arco-íris, a comunidade, pessoas e organizações transgénero ao redor do mundo são amplamente representadas pela bandeira azul, rosa e branca projetada por Monica Helms, mas existem várias bandeiras usadas e endossadas pelos diferentes indivíduos, organizações e comunidades de transgêneros. Houve até, e continuam a existir, alternativas a essas bandeiras sugeridas. As diferentes bandeiras foram e continuam a ser usadas para representar orgulho, diversidade, direitos e a memória transgênero, pelos próprios transgêneros e suas organizações, assim como por seus simpatizantes.

## Designde Helms
O mais proeminente desses designs de bandeiras é conhecido como "Bandeira do Orgulho Transgênero", que é um símbolo de orgulho e diversidade de transgêneros e direitos de transgêneros.
A Bandeira do Orgulho Transgênero foi criada por uma mulher trans estadunidense Monica Helms em 1999, e foi exibida pela primeira vez em uma parada do orgulho em Phoenix, Arizona, Estados Unidos em 2000.
A bandeira representa a comunidade transgênero e consiste em cinco faixas horizontais: duas em azul claro, duas em rosa e uma em branco no centro.

Helms descreve o significado da bandeira do orgulho transgênero da seguinte maneira: 

"As listras na parte superior e inferior são azuis claros, a cor tradicional para meninos. As listras ao lado deles são rosa, a cor tradicional para meninas. A faixa no meio é branca, para aqueles que estão em transição, são intersexo ou consideram ter um gênero neutro ou indefinido."

No Reino Unido, o conselho de Brighton e Hove hasteia essa bandeira no Dia da Memória Transgênero. O transporte para Londres também hasteou a bandeira da sede metropolitana de Londres da Broadway no 55 para a Semana de Conscientização Transgênero de 2016.
Foi hasteada pelo grande mastro de bandeira pública no distrito de Castro, em São Francisco (onde a bandeira do arco-íris costuma voar) pela primeira vez nos dias 19 e 20 de novembro de 2012, em comemoração ao Dia da Memória dos Transgêneros. A cerimônia de hasteamento da bandeira foi presidida pela drag queen local La Monistat.
Em 19 de agosto de 2014, Monica Helms doou a bandeira original do orgulho transgênero ao Museu Nacional de História Americana Smithsonian.
A Filadélfia se tornou o primeiro governo do condado nos EUA a levantar a bandeira do orgulho transgênero em 2015. Foi levantada na prefeitura em homenagem à 14ª Conferência Anual Trans Health da Filadélfia e permaneceu ao lado das bandeiras dos EUA e da cidade da Filadélfia durante toda a conferência. O então prefeito Michael Nutter fez um discurso em homenagem à aceitação da comunidade trans na Filadélfia.

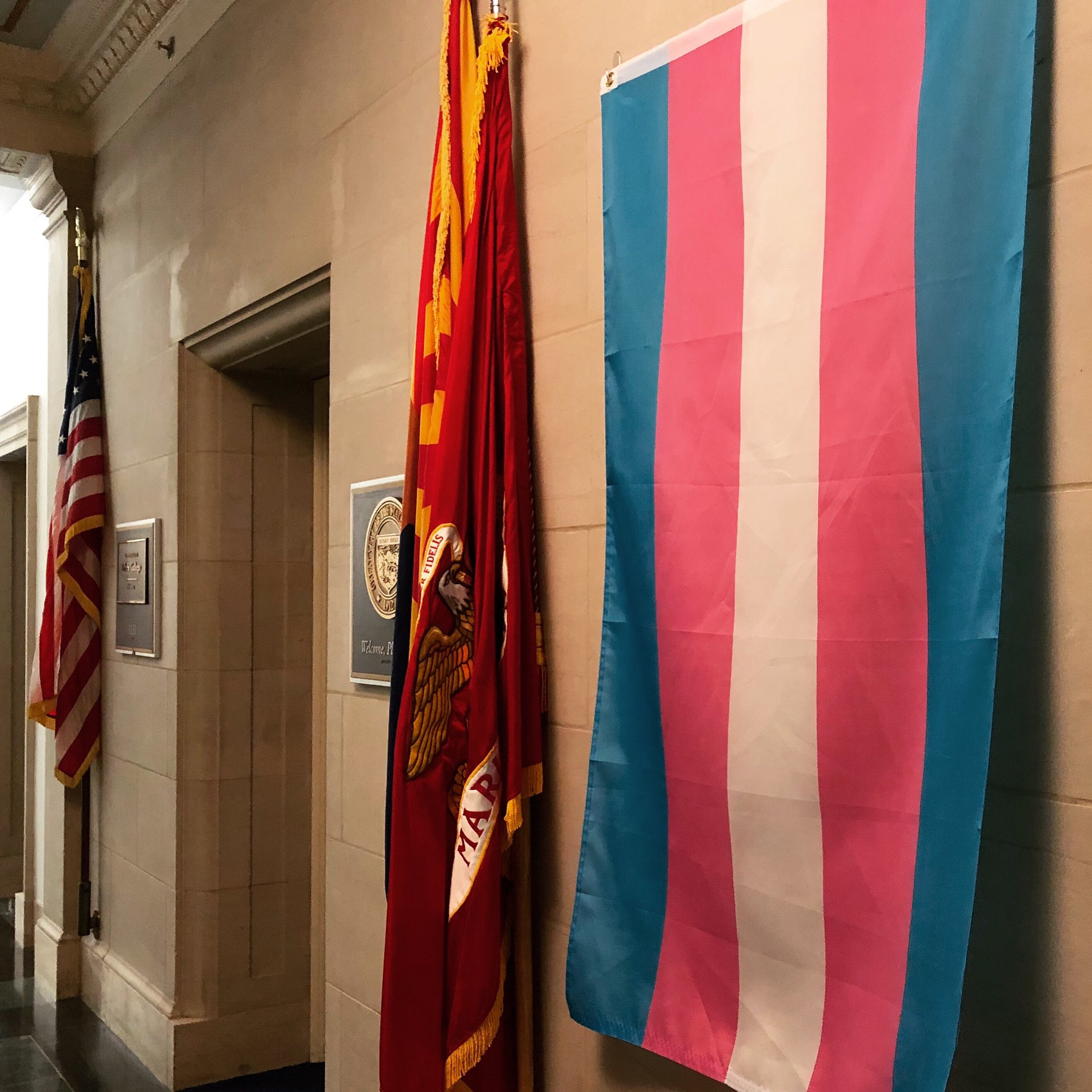
Bandeira transgênero pendurada em frente ao escritório do congressista Ruben Gallego no Capitólio dos Estados Unidos

Em janeiro de 2019, a representante da Virgínia Jennifer Wexton pendurou a bandeira do orgulho transgênero em frente ao seu escritório em Washington, DC, em um movimento para mostrar apoio à comunidade transgênero. Em março de 2019, dezenas de membros democratas e independentes do Congresso levaram essa bandeira para fora de seus escritórios durante a Semana de Visibilidade Trans, que antecedeu o Dia Internacional da Visibilidade dos Transgêneros.
A bandeira balançou sobre os prédios do Capitólio dos Estados Unidos pela primeira vez no Transgender Day of Remembrance 2019. O Capitólio do Estado de Iowa e o Capitólio do Estado da Califórnia exibiram a bandeira.
Uma versão emoji da bandeira (🏳️‍⚧️) foi adicionada à lista padrão de Emoji, em 2020.

### Variações
Além ao design original da bandeira do orgulho transgênero de Monica Helms, várias comunidades criaram sua variação na bandeira, adicionando símbolos ou elementos para refletir aspectos da identidade transgênero, como o cantão da bandeira dos Estados Unidos sendo adicionado para criar uma bandeira representando a identidade americana transgênero.

#### Variante negra

Bandeira Trans Negra

Uma variante da Bandeira do Orgulho Transgênero chamada "Bandeira Trans Preta" foi criada pela ativista e escritora trans Raquel Willis. Possui uma faixa preta no meio em vez da faixa branca original. Willis o criou como um símbolo para representar os níveis mais altos de discriminação, violência e assassinato que a comunidade trans negra enfrenta em contraste com o movimento transgênero mais amplo. Foi postada pela primeira vez em sua conta do Twitter, depois no Facebook e foi amplamente usado em 25 de agosto de 2015 por ativistas transgêneros negros nos Estados Unidos como parte da primeira terça-feira da Libertação Trans Preta. A Liberação Trans Negra foi realizada em conjunto com a Black Lives Matter, para as mulheres transexuais negras assassinadas ao longo do ano.

## Designsalternativos
Ao longo dos anos, várias bandeiras transgênero foram adotadas por vários indivíduos, organizações e comunidades transgêneros.

### Bandeira transexual Médio-Oriente

Bandeira médio-oriental transexual e de gênero

Um design exclusivo é usado no Oriente Médio por sua comunidade de transgêneros e genderqueer. Essa bandeira tem um fundo verde neon (para se destacar em locais públicos) e sinais de Vênus centralizado, Marte e uma mescla andrógina com o símbolo de traço ("⚧") em preto para representar pessoas trans.

### Designde Lindsay

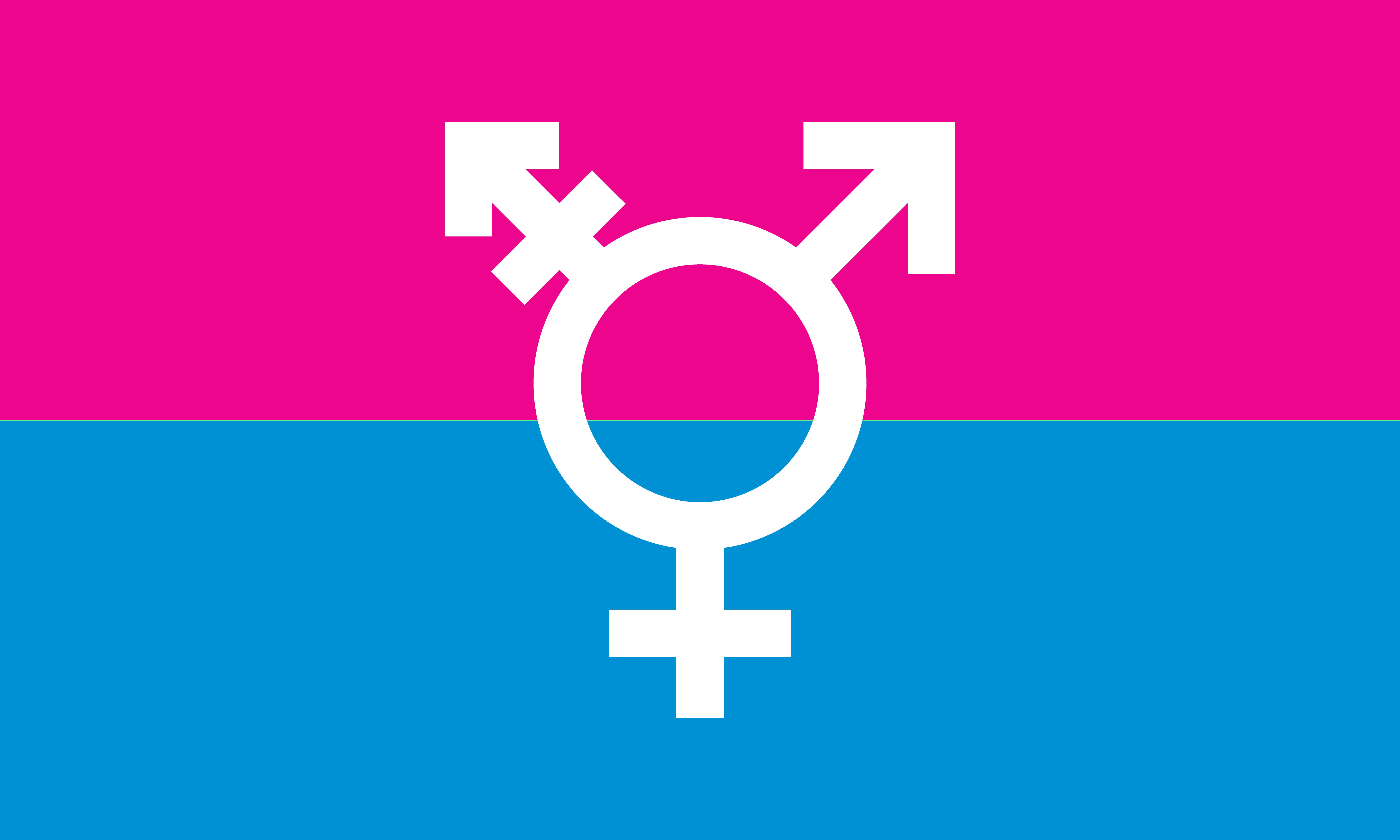
Bandeira trans por Lindsay

Em Ontário, uma bandeira conhecida como "Trans Flag", criada pela designer gráfica de Ottawa Michelle Lindsay, é usada. Consiste em duas faixas, a parte superior em Sunset Magenta representando a fêmea e a parte inferior em Ocean Blue representando o masculino, com uma Vênus triplicada, Marte e Marte com o símbolo de traço ("⚧") representando pessoas trans, sobrepondo-as.
A bandeira Trans foi usada pela primeira vez pela comunidade trans da área de Ottawa na edição de 2010 do Ottawa, o Trans Day of Remembrance. Este evento incluiu uma cerimônia em que a Polícia de Ottawa apresentou e levantou esta bandeira. A cerimônia foi repetida durante as edições de 2011 de Ottawa e Gatineau do Trans Day of Remembrance, desta vez acompanhadas pelos Ottawa Paramedics, Ottawa City Hall e Gatineau City Hall, também levantando a bandeira Trans durante suas próprias cerimônias. A lista de grupos que realizam o desenrolar / levantamento oficial da Bandeira Trans na área de Ottawa-Gatineau como parte de seu Dia da Memória Trans cresce a cada ano. A bandeira da trans também foi usada como parte da parada do orgulho de Peterborough.

### Andrewdesign

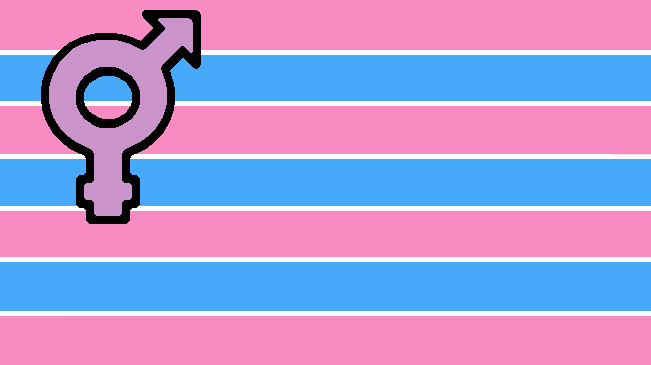
A Bandeira do Orgulho Transgênero, criada em 1999 por Johnathan Andrew ("Capitão John") do site sobre homens trans "Adventures in Boyland" (1999-2004)

Em 1999, o transgênero de San Francisco, Johnathan Andrew, apelidado de "Capitão John" em seu site de transexuais de mulher para homem, "Adventures in Boyland", projetou e publicou uma bandeira para os membros da comunidade transgênero que se identificam como trans. Esta bandeira trans orgulho consiste em sete faixas alternadas em rosa claro e azul claro, separadas por finas listras brancas e apresentando, na grua superior esquerda, um símbolo gêmeo (combinado) de Vênus e Marte ("⚥") em lavanda. A explicação repetida do simbolismo das cores para o design de bandeira mais conhecido de Monica Helms é notavelmente semelhante / quase idêntica à da descrição do design de Andrew em outras páginas. A descrição original da bandeira do orgulho trans de Andrew dizia:

 E, finalmente, um AiB Exclusive—a bandeira do orgulho transgênero ©1999. Sim, indeterminado—já era hora de termos nosso próprio símbolo para representar a comunidade, não é? Ursos têm deles. Os homens de couro têm deles. Por que não podemos ter o nosso? E podemos dizer que sentimos que esses desenhos, projetados pelo seu amigável capitão do bairro, incorporam todos os aspectos de nossas identidades. Quer sejamos transgêneros ou transexuais, passando de masculino (azul) para feminino (rosa) ou de feminino (rosa) para masculino (azul), ou em algum lugar intermediário, os dois designs de bandeira capturam as sutilezas e os pontos fortes de nossos espíritos (e os acentos brancos entre as linhas são os—supostamente—os pequenos triunfos que acontecem sobre nós durante nossos diários para se tornarem inteiros (a bandeira como um todo)). O símbolo sexual cor de lavanda—que não deve ser confundido com O artista atualmente não conhecido como símbolo roxo—também pode designar FtM/MtF/ou Intersexo/Ambos/Fluidos. Como você pode ver, os dois designs/símbolos da bandeira podem ser usados para abranger todos os tipos de variação de gênero. Inferno, quem sabe, talvez isso possa pegar (e Cpt. John ficará exaltado—ainda mais quando receber crédito pelo design).
Andrew reside em Oakland e recentemente comentou sobre o design.
Eu projetei essa bandeira na época porque, naquele tempo, não havia nada além da bandeira padrão do arco-íris, da bandeira do urso, da bandeira do couro. Antes que o Google existisse na capacidade atual, pesquisei profundamente na Internet para ver se encontrava uma bandeira do orgulho trans e não a encontrava, por isso, como artista/designer, desenhei uma para minha comunidade. A bandeira em si deveria representar a comunidade [trans] como um todo, com o símbolo geminado representando nossa jornada e as qualidades que possuímos. Eu publiquei o design em meu site como "a primeira bandeira do orgulho trans", e alguns sites trans o escolheram. Todos nós éramos uma comunidade unida de sites na época, vinculados entre si por meio de sites de orgulho. Embora fosse meu desejo, eu nunca tive os fundos para produzi-lo.

### Caleidoscópio
Em 2014, uma nova bandeira transgênero conhecida como "Caleidoscópio Trans" foi criada por membros da Toronto Trans Alliance (TTA). Ele foi criado na primeira cerimônia do Dia da Memória dos Transgêneros na Prefeitura de Toronto em 20 de novembro de 2014. Foi selecionado pelo membro do TTA para esta ocasião, através de uma votação, sobre a bandeira do Orgulho Transgênero de Monica Helms e a Bandeira Trans de Michelle Lindsay. Essa votação causou debate, que é a principal fonte da notabilidade dessa bandeira, pois alguns desprezaram a escolha de uma bandeira relativamente desconhecida. O sinalizador não recebeu uso significativo desde o evento.
O Caleidoscópio Trans é descrito no site da TTA como: "As cores classificadas representam a variedade de identidades de gênero em todo o espectro", com cores individuais representando:
- Rosa: mulheres/feminilidade/feminidade/mulheridade
- Roxo: aqueles que sentem sua identidade de gênero são uma combinação de homem e mulher
- Verde: quem sente sua identidade de gênero não é homem nem mulher
- Azul: homens/masculinidade/homenidade/hombridade
- Amarelo: intersexo

"O novo símbolo branco com uma borda preta é uma extensão do símbolo Trans com os símbolos masculino e feminino, um símbolo combinado que representa aqueles com uma identidade de gênero combinando masculino e feminino e um poste comum (sem seta nem barra) representando aqueles com uma identidade de gênero que não é masculina nem feminina, incorporando consciência e inclusão de todos."